# Медведев, Вадим Андреевич
Вади́м Андре́евич Медве́дев (29 марта 1929, Мохоньково, Ярославская губерния — 11 июля 2025, Москва) — советский партийный деятель, учёный-экономист. Один из ключевых авторов и исполнителей перестройки в СССР.
Член Политбюро ЦК КПСС (1988—1990), секретарь ЦК КПСС (1986—1990). Член-корреспондент АН СССР/РАН  (1984). Ректор Академии общественных наук при ЦК КПСС (1978—1983).

## Биография
Родился 29 марта 1929 года в деревне Мохоньково Даниловского уезда Ярославской губернии в крестьянской семье. Отец был первым председателем волостного исполкома, работал в системе потребительской кооперации, в 1937 году исключён из ВКП(б).
В 1939 году семья переехала на станцию Всеволожская под Ленинградом. С 1944 года жил в Ленинграде. В 1951 году окончил экономический факультет Ленинградского университета. Там же вёл научно-педагогическую деятельность. Член КПСС с 1952 года. В 1955 году защитил диссертацию на соискание учёной степени кандидата экономических наук по теме «Колхозная торговля в СССР и её роль в социалистической экономике на современном этапе».
Заведовал кафедрой в Ленинградском технологическом институте имени Ленсовета. В 1968 году защитил диссертацию на соискание учёной степени доктора экономических наук по теме «Закон стоимости и материальные стимулы социалистического производства», профессор.
В 1968—1970 годах — секретарь Ленинградского горкома партии. С 1970 года — заместитель заведующего Отделом пропаганды ЦК КПСС. С 1978 года — ректор Академии общественных наук при ЦК КПСС. В 1983—1986 годах — заведующий Отделом науки и учебных заведений ЦК КПСС. Член Центральной ревизионной комиссии КПСС (1976—1986), член ЦК КПСС (1986—1990). 26 декабря 1984 года избран членом-корреспондентом АН СССР.
В 1984—1989 годах был депутатом Совета Союза Верховного Совета СССР XI созыва от Азербайджанской ССР.
С марта 1986 года по июль 1990 года — секретарь ЦК КПСС, одновременно в 1986—1988 годах — заведующий Отделом ЦК КПСС по связям с коммунистическими и рабочими партиями социалистических стран. С сентября 1988 года по июль 1990 года — член Политбюро ЦК КПСС, председатель Идеологической комиссии ЦК КПСС. Народный депутат СССР от КПСС с 1989 года.
Был инициатором отмены постановления оргбюро ЦК ВКП(б) «О журналах „Звезда“ и „Ленинград“». При поддержке Николая Рыжкова ликвидировал ограничения по подписке на периодическую печать. Добился возвращения в общее пользование из спецхранов запретных книг и журналов, включая произведения А. И. Солженицына и Л. Д. Троцкого. Входил в состав Комиссии Политбюро ЦК КПСС по дополнительному изучению материалов, связанных с репрессиями 1930—1940-х и начала 1950-х годов. По его инициативе в вузах страны курсы истории КПСС и научного коммунизма были заменены на курс социально-политической истории ХХ столетия.
В 1989 году во время конфликта между главным редактором газеты «Аргументы и факты» Владиславом Старковым и Михаилом Горбачёвым выступил в поддержку газеты и уговаривал Горбачёва не увольнять Старкова.
Входил в близкое окружение М. С. Горбачёва. С июля 1990 года — член Президентского совета СССР. С января 1992 года — сотрудник «Горбачёв-Фонда» (руководитель российско-канадского проекта) и Института экономики РАН.
Старший брат, Николай Андреевич Медведев, с 1975 по 1994 год был ректором Калининградского государственного университета.
Вадим Медведев был женат, имел дочь, его внука зовут Михаил Лавров.
Умер 11 июля 2025 года на 97-м году жизни в Москве. Церемония прощания состоялась 15 июля 2025 года в Центральной клинической больнице. Похоронен в Москве на Троекуровском кладбище (участок 10а).

## Основные работы
- Из убыточных — в рентабельные. — Л.: Лениздат, 1964.
- Закон стоимости и материальные стимулы социалистического производства. — М.: Экономика, 1966. — 183 с.
- Предприятие в социалистической хозяйственной системе. — М.: Экономика, 1969.
- Социалистическое производство. Политико-экономическое исследование. — М.: Экономика, 1976 (2-е изд. 1981).
- Развитой социализм: вопросы формирования общественного сознания. М.: Политиздат, 1980.
- Управление социалистическим производством: проблемы теории и практики. — М.: Политиздат, 1983.
- Распад. Как он назревал в «мировой системе социализма» — М.: Международные отношения, 1994. — 400 с. ISBN 5-7133-0744-1.
- Прозрение, миф или предательство? К вопросу об идеологии перестройки. — М.: Евразия, 1998. — 416 с. ISBN 5-88528-184-X.
- «Постперестроечная Россия: проблемы и перспективы» (1999).
- «Перед вызовами постиндустриализма. Взгляд на прошлое, настоящее и будущее экономики России» (2003).
- «Экономическая теория марксизма и современность: Труды научного семинара» (соавтор, отв. редактор, 2009).
- «Реформа 1987 года: муки родов и безвременная кончина» (2009).
- Испытание историей. Об экономической теории марксизма. — М.: Весь мир, 2015. ISBN 978-5-7777-0653-9.
- В команде Горбачёва: взгляд изнутри. — М.: Былина, 1994. — 239 с. ISBN 5-88528-038 (2-е изд.: М.: Алгоритм, 2016)[6].